# Fluorsvavelsyra
Fluorsvavelsyra, HFSO3, är en av de så kallade supersyrorna. Fluorsvavelsyra är en lättflytande och färglös vätska som sönderdelas till vätefluorid och svavelsyra i kontakt med vattenånga.

## Framställning
Fluorsvavelsyra framställs genom reaktion mellan vätefluoridgas och svaveltrioxid.
{\displaystyle {\rm {SO_{3}(l)+HF(g)\rightarrow HFSO_{3}(l)}}}
Vätefluoriden ska vara ren och i gasform. Fluorvätesyra fungerar inte eftersom den innehåller vatten.

## Användning
Eftersom fluorsvavelsyra kan förvaras i täta glaskärl är den lättare att lagra än till exempel fluorvätesyra. Den används därför för att etsa glas. Den behöver bara tillsättas försiktigt till vatten för att det ska bildas fluorvätesyra som genast angriper glaset.